# Шјел
Шјел (фр. Chieulles) је насељено место у Француској у региону Лорена, у департману Мозел.
По подацима из 2011. године у општини је живело 399 становника, а густина насељености је износила 152,87 становника/km².

## Демографија
| 1962. | 1968. | 1975. | 1982. | 1990. | 2011. |
| ----- | ----- | ----- | ----- | ----- | ----- |
| 89    | 78    | 120   | 203   | 301   | 399   |